# Yvecrique
Yvecrique é uma comuna francesa na região administrativa da Normandia, no departamento de Sena Marítimo. Estende-se por uma área de 5,95 km². Em 2010 a comuna tinha 650 habitantes (densidade: 109,2 hab./km²).